# Ка Бјанка (Ређо Емилија)
Ка Бјанка је насеље у Италији у округу Ређо Емилија, региону Емилија-Ромања.
Према процени из 2011. у насељу је живело 25 становника. Насеље се налази на надморској висини од 213 м.